# Lida Ferro
Lida Ferro, spesso indicata come Lyda (Livorno, 22 luglio 1915 – Milano, 22 giugno 2012), è stata un'attrice italiana, attiva in teatro, cinema e televisione soprattutto fra gli anni quaranta e gli anni settanta.

## Biografia
È conosciuta come interprete di sceneggiati televisivi e opere di teatro di prosa di produzione Rai degli anni sessanta. Figlia di un gioielliere, ha vissuto in Francia dal 1931 al 1937 frequentando a Parigi la scuola di teatro Paupelix. Nel 1941 con il suo rientro in Italia iniziò a lavorare come attrice generica nella compagnia di Giulio Donadio e, successivamente, in quella di Elsa Merlini.
Fra il 1945 ed il 1947 è stata seconda attrice nelle compagnie Adani e Benassi, fino a giungere al ruolo di prima attrice al Piccolo Teatro di Genova nella commedia di Enrico Bassano Uno cantava per tutti. Dopo aver formato una propria compagnia con Luigi Cimara e Luciano Alberici, ha fondato con Carlo Lari nel 1953 il teatro Sant'Erasmo a scena centrale.
Nel 1961 ha fondato la sezione teatro alla TSI Televisione della Svizzera Italiana. Nel 1964 ha interpretato Luisa Conforto ne La paura numero uno di Eduardo De Filippo, diretta dallo stesso autore. Se molto prolifica è stata la sua carriera in ambito teatrale e televisivo, al cinema, invece, si è concessa molto più di rado, partecipando, nella sua carriera, solo a qualche sporadica pellicola, non sempre di successo.

## Prosa televisiva Rai
- La moglie saggia, commedia di Carlo Goldoni, regia di Carlo Lari, trasmessa il 18 febbraio 1955.
- Canne al vento (1958)
- Il caso Maurizius (1961)
- Una tragedia americana (1962)
- Delitto e castigo (1963)
- La cittadella (1964)
- La paura numero uno di Eduardo De Filippo (1964)
- La zitella (1965)
- Le piccole volpi, regia di Vittorio Cottafavi, trasmessa il 12 novembre 1965
- David Copperfield (1965)
- La fiera della vanità (1967)
- La pietra di Luna (1972)
- Il più forte (1974)
- Le retour d'Arsène Lupin (episodio Le médaillon du Pape) (1989)

## Filmografia
- Whisky a mezzogiorno, regia di Pasquale De Fina (1962)
- Justine de Sade, regia di Claude Pierson (1972)
- L'amantide, regia di Amasi Damiani (1975)
- Fate la nanna coscine di pollo, regia di Amasi Damiani (1977)
- La regia è finita, regia di Amasi Damiani (1977)
- Overdose. Silenzio si muore, regia di Amasi Damiani (1990)